# فرانك آرثر
فرانك آرثر (بالإنجليزية: Frank Arthur)‏ هو متسابق دراجات نارية أسترالي، ولد في 12 ديسمبر 1908 في ليزمور في أستراليا، وتوفي في 11 سبتمبر 1972 في سيدني في أستراليا.